# シェードボール

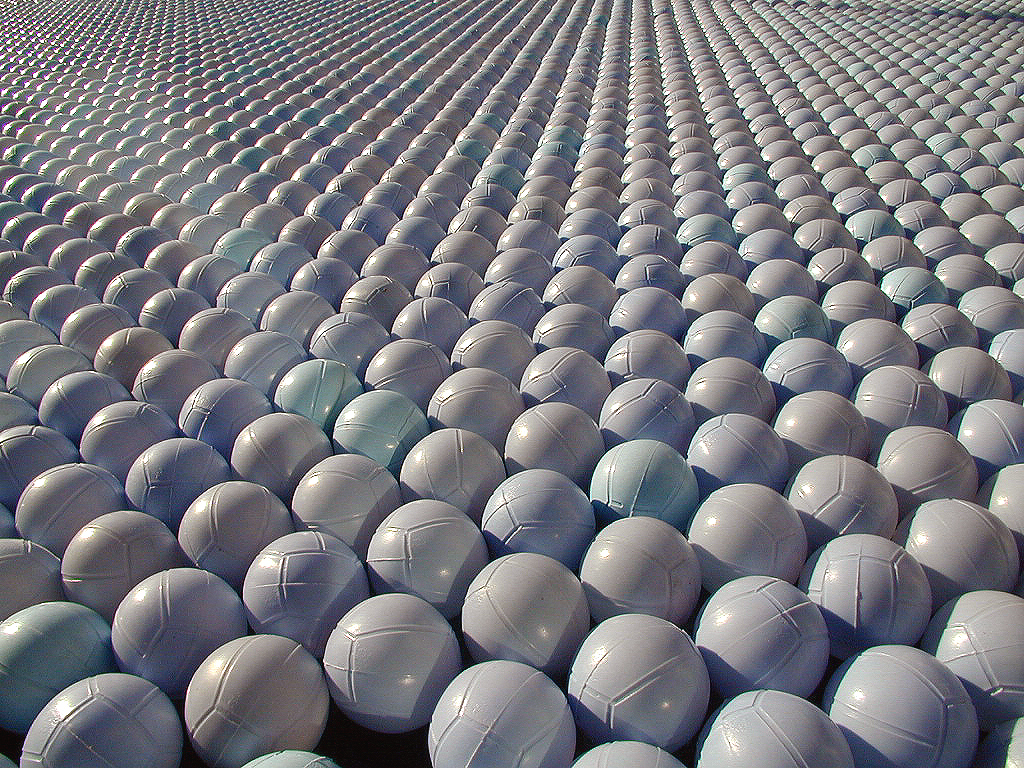
ヨーロッパのホテルにあるプールに設置されたシェードボール

シェードボール（Shade balls）は貯水池の環境保護及び蒸発を減速するために利用される小さなプラスチック製の球体。
バードボール（鳥の玉）とも呼ばれ本来は採掘によって汚染された池に野生の鳥が止まるのを防ぐために開発された。アメリカのフェアチャイルド空軍基地などでもバードストライクを防ぐ目的で、池に鳥を寄せ付けないために利用されている。

## ロサンゼルス市水道電力局の利用

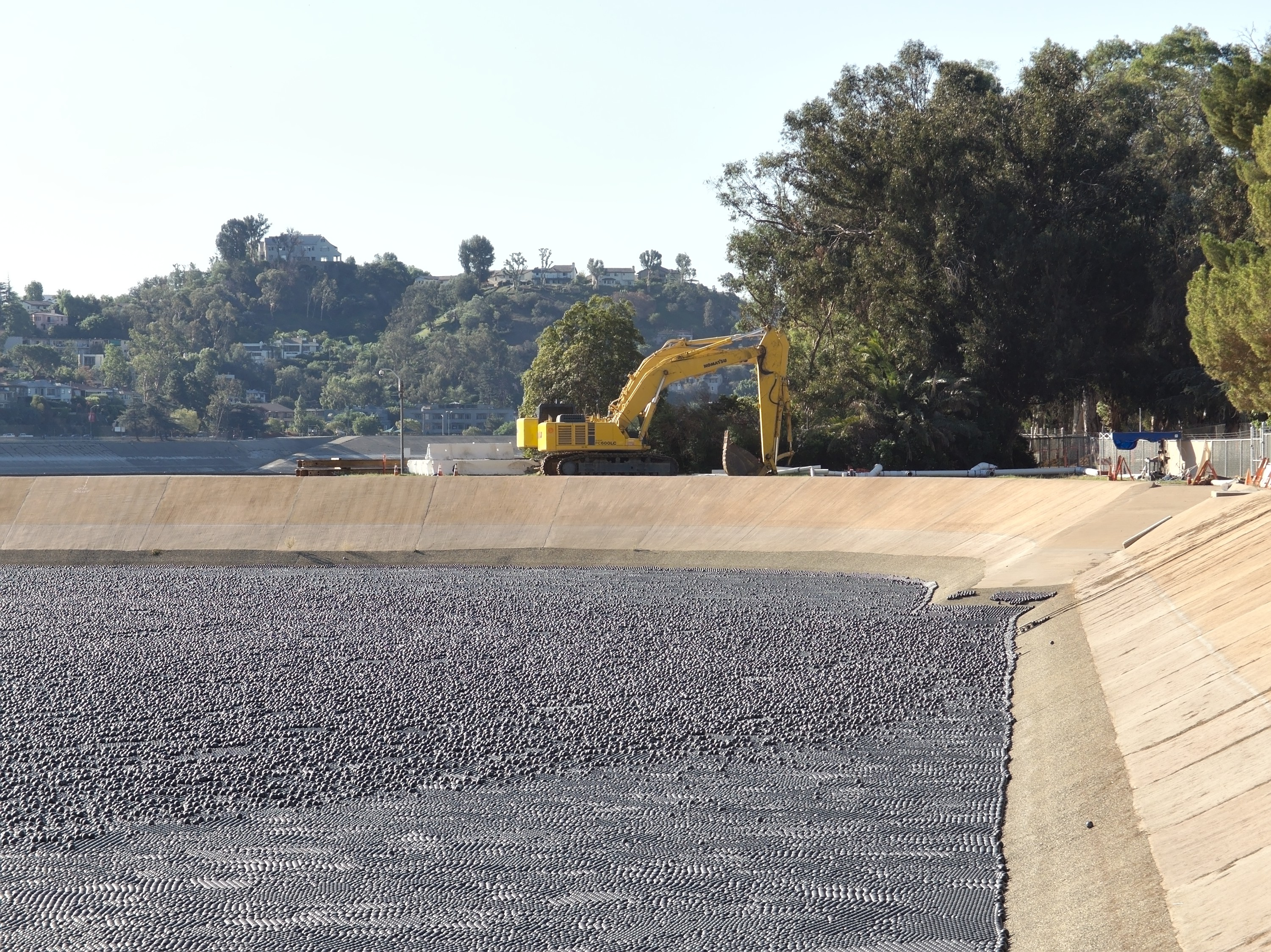
シルバー・レイク・貯水池でのシェードボール。2015年撮影。

ロサンゼルス市水道電力局（LADWP）は2008年半ばからシルバー・レイク・貯水池に約40万個のシェードボールを投入した。藻類への対策のために塩素を加える際、発がん性物質である臭素酸塩が日光によって生成されることを防ぐことを主な目的としていた。LADWPの当初の案では水の保全については言及されておらず、グリフィスパークプロジェクトが完了するまでの5年間の計画を予定していた。しかし１年間で10億リットル以上の水の蒸発を防ぎ、水を節約することになった。
2014年と2015年にLADWPは、米国環境保護局（EPA）の表層水処理規則
に基づいて、最大の貯水池に9600万個のシェードボールを投入した。LADWPは蒸発を防ぐとともに紫外線による生成物および藻類の成長も減少させると主張している。

### 構造
ロサンゼルスのプロジェクトで使用されているシェードボールは高密度ポリエチレン及び、紫外線によるプラスチックの劣化を保護するためにカーボンブラックが利用されている。カーボンブラックを添加することで紫外線の透過を防ぎ貯水池の臭素酸塩の生成も防止される
。
直径は4インチ（10cm）で風によって吹き飛ばされないように水で部分的に満たされている。高密度ポリエチレンは容器や配水管に一般的に利用されている。